# Diano Castello
Diano Castello est une commune italienne de la province d'Imperia dans la région Ligurie en Italie. Il s'agit de l'un des bourgs de la Riviera des Fleurs les plus riches d'histoire. Le bourg, construit sur une position stratégique, est embelli par des palais et des églises, notamment les églises romanes de San Giovanni et de l' Assunta et l'église paroissiale de San Nicola dont la façade baroque est tournée vers la mer. Diano Castello fut particulièrement touché par le séisme de 1887 en Ligurie avec 32 morts.

## Administration
| Période                                  | Période | Identité           | Étiquette                                  | Qualité |
| ---------------------------------------- | ------- | ------------------ | ------------------------------------------ | ------- |
| 1988                                     | 1993    | Pietro Novaro      | Démocratie Chrétienne                      |         |
| 1993                                     | 1997    | Lino Damonte       | Ligue du Nord                              |         |
| 1997                                     | 2001    | Lino Damonte       | Lista civica                               |         |
| 2001                                     | 2011    | Antonello Campagna | Lista civica                               |         |
| 2011                                     |         | Antonello Campagna | Lista civica - "Continuità e rinnovamento" |         |
| Les données manquantes sont à compléter. |         |                    |                                            |         |

### Communes limitrophes
Diano Arentino, Diano Marina, Diano San Pietro, Imperia (Italie), San Bartolomeo al Mare